# المسيرة النسائية إلى قصر فرساي

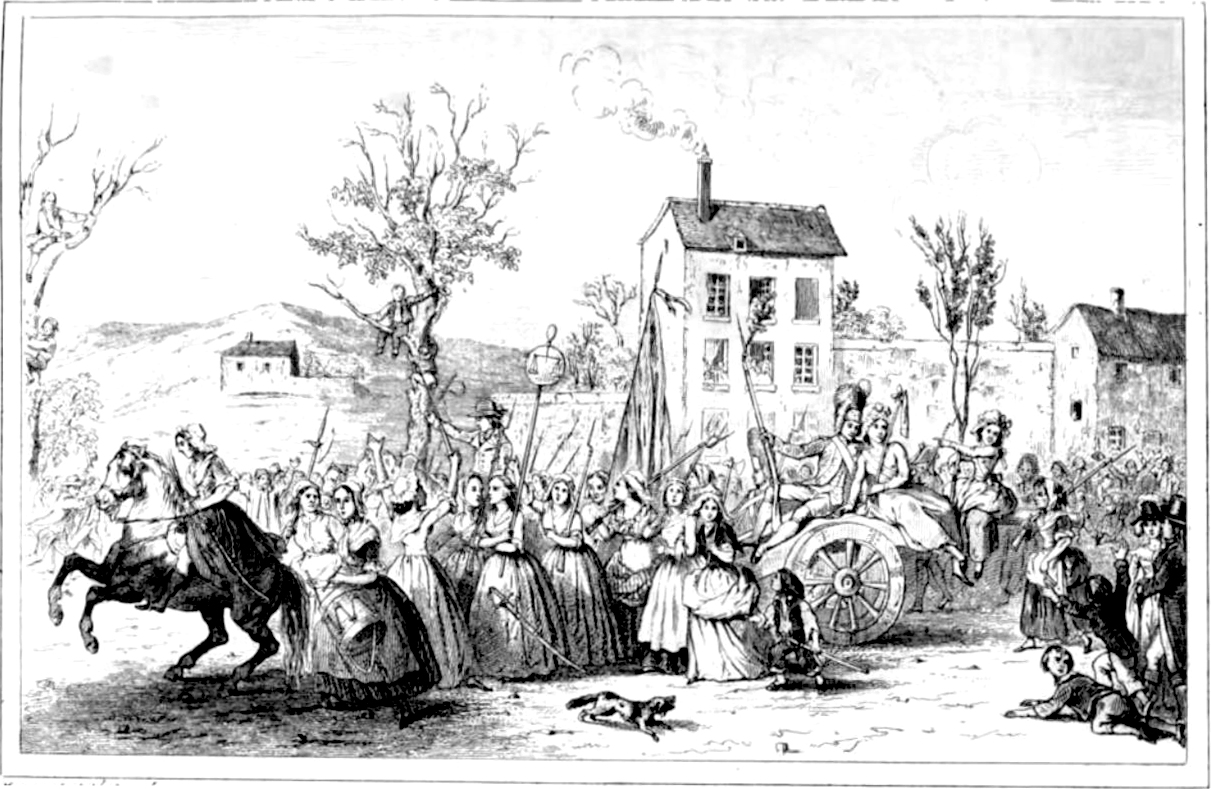
تحية المسيرة النسائية من طرف حشود المتفرجين

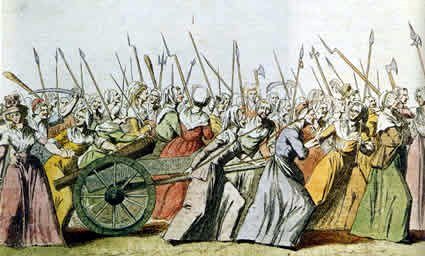
لوجة فنية تتحدث عن مسيرة النساء إلى قصر فرساي، 5 أكتوبر 1789.

المسيرة النسائية إلى قصر فرساي أو اختصارا «مسيرة النساء إلى فيرساي» وتعرف كذلك ب«مسيرة أكتوبر» لأنها وقعت في ال 5 من أكتوبر 1789، كما تعرف في مراجع أخرى ب«الزحف إلى ڤرساي».
تعتبر من أوائل الأحداث الأكثر تأثيرا في مسار الثورة الفرنسية.

## البداية
ظل الشغب في باريس طوال شهري أغسطس وسبتمبر، وتزايد نقص الخبز وراحت ربات البيوت يناضلن للحصول عليه من المخابز، وفي إحدى نوبات الشغب هذه أعدم العامة خبازاً وأحد مسؤولي البلدية· ودعى «جان بول مارا» إلى مسيرة للجمعية الوطنية إلى قصر الملكي فرساي:
بدأت المسيرة في أسواق باريس، صباح 5 أكتوبر 1789، وانطلقت يوم 5 أكتوبر 1789، بحشود من النساء نحو قصر فرساي، ثم بدأ التجمع في وسط المدينة نحو بلدية باريس، لمطالبتها بمعالجة الأوضاع والمطالب النسائية بالاستجابة للحالة الاقتصادية والاجتماعية الصعبة التي يواجهنها، وخاصة نقص الخبز وارتفاع الأسعار والفقر الناتج عن أوضاع اللاعدل عموما. وطالبت المسيرة النسائية، بإيقاف «العراقيل الملكية» لمنع الجمعية الوطنية من أداء «أعمالها الإصلاحية»، كما طالبت أخيرا بانتقال الملك إلى باريس كدليل على حسن نواياه في القرب من الشعب ومعالجة مشاكله الاجتماعية المختلفة على نطاق واسع. عدم التجاوب مع المطالب النسائية للمتظاهرات في ساحة البلدية بباريس، سرعان ما أدى إلى التحام مظاهراتهم بالثوار الذين كانوا يطالبون بالاصلاحات السياسية التقدمية والملكية الدستورية. فباتت مسيرة تضم الآلاف، بتحريض من الثوار الذين عبثوا بترسانة الأسلحة بباريس، بحثاً عن الأسلحة، ثم تحركت المسيرة إلى قصر فيرساي. حاصرت الحشود القصر، وانتهت بمواجهة عنيفة، قدّر عدد المتظاهرات بنحو 7000 امرأة، في حين قام 20.000 عنصر من الحرس الوطني بتأمين مقر السكن الملكي. حاولت النسوة اقتحام القصر، مما أسفر عن مقتل عدة حراس، قائد الحرس الوطني تمكن من إقناع الملك بأهمية الانتقال إلى باريس كمقر الإقامة الملكية، وهو ما تمّ فعلاً في 6 أكتوبر 1789، حين انتقل الملك والعائلة المالكة من قصر فرساي إلى باريس تحت حماية الحرس الوطني.

## أهداف المسيرة
كان الجوع واليأس والمعاناة الدافع الأساسي لمسيرة ال 5 من أكتوبر 1789، ولكن ما انفك البحث عن الخبز أن تطور إلى أهداف أكثر طموحا بكثير. إن فتح قصر بلدية باريس Hôtel de Ville بالفعل مخازنه الوفيرة لوجبة عامة، التي استفاد منها مثيروا الشغب. ولكن الثوار الحقيقيون المطالب النسائية في المسيرة ظلوا غير راضين: حيث لم يريدوا مجرد وجبة، ولكن المطالب تعمل على التأكيد على الأمن الغذائي على أن يكون الخبز متوفرا وبأسعار مناسبة لقدراتهم الشرائية. وكانت المجاعة الفزع الحقيقي والدائم الحضور للطبقات الدنيا والعريضة من الشعب، وكانت شائعات عن «مؤامرة الأرستقراطيين» لتجويع الشعب منتشرة مع عذه الأزمة وتم الإسيمان بها لتوفر الظروف الاقتصادية والسياسية المزرية الداعمة لهذا الاعتقاد.

## التراث المعنوي
كانت المسيرة النسائية إلى قصر فيرساي حدث وإشارة مهمة في تاريخ الثورة الفرنسية، وحسب العديد من المحللين كان أثرها كبيرا على قدم المساواة مع حدث اقتحام سجن الباستيل.
المسيرة باتت ملهمة لحركات التحرير العالمية والمجتمع المدني، ورمزا لقوة الحركات الشعبية، وأحد رموز النضال النسوي في العصر الحديث، وقدرة المرأة على التأثير والتغيير في مصير المجتمعات.

## وصلات خارجية
- A modern transcription of Thomas Carlyle's The French Revolution: A History, Vol. I with line-by-line annotation. For the Women's March on Versailles, see chapter 1.7.IV: The Menads.
- Kennedy، Emmet (1989). A Cultural History of the French Revolution. USA: Yale University Press. ISBN:0-300-04426-7.
- Michelet، Jules (1833). History of the French Revolution. Bradbury & Evans. OCLC:1549716.